# Micol Fontana
Micol Fontana (Traversetolo, 8 novembre 1913 - Roma, 12  juny 2015) va ser una estilista i emprenedora italiana, cofundadora de la casa de modes Sorelle Fontana .

## Biografia
Nascuda a Traversetolo (Parma), era la segona de les germanes Fontana, Zoe  i Giovanna. Van començar a treballar totes tres, amb altres aprenentes, en el taller de costura de la seva mare Amabile Dalcò. El 1934, Zoé es va casar i es va traslladar a París per perfeccionar-se en l'ofici. El 1936 va tornar decidida a provar fortuna a Roma, on la van seguir les seves germanes, al principi van viure juntes, amb molta precarietat. Micol i Giovanna cosien a casa i Zoe es cuidava de retocar i emprovar els vestits d'algunes reconegudes firmes del sector, entre les quals la Sartoria Zecca i la Battilocchi,allà va tenir l'ocasió de conèixer clientes importants, com ara Helena de Montenegro i Gioia Marconi, que encantades amb el seu tracte, la van recomenar a altres senyores de l'alta societat i, malgrat que el país estava immers en la Segona Guerra Mundial, el 1943 Les tres germanes van fer venir els pares a Roma i van obrir la seva primera botiga-taller, que el  1947 es va convertir oficialment en l'empresa Casa de modes Sorelle Fontana.
El 1949 va arribar el seu gran èxit quan Micol va dissenyar el vestit que Linda Christian va lluïr en el seu casament amb Tyrone Power, les fotografies van aparèixer a totes les revistes i reportages a nivell mundial i a partir de llavors van rebre encàrrecs per a crear els vestuaris de nombroses pel·lícules de Hollywood i van vestir clientes com Elizabeth Taylor, Ava Gardner, Audrey Hepburn, Lauren Bacall i dames d'alta societat com Maria Gabriela de Savoia, Grace Kelly ,Jacqueline Kennedy. etc. El seu oncle Alberto Dalcò també va obrir un negoci amb el nom de Calzature Dal Co' que disenyava sabates, bosses i complements que van formar part del vestuari de les clientes més exclusives.
El 1953, Micol i les seves germanes van fundar el SIAM - Sindicat Italià d'Alta Moda, juntament amb altres dissenyadors famosos com Alberto Fabiani, Vincenzo Ferdinandi, Emilio Schuberth, Jole Veneziani, Giovannelli-Sciarra, Mingolini-Guggenheim, Eleanora Garnett i Simonetta .
Els anys 60 van inaugurar una secció de prêt à porter i van disenyar els uniformes per a la companyia Alitalia.El 1992 Micol Fontana, després de la mort de les seves germanes, va vendre l'empresa i la marca a un grup financer italià.

El 1994 va crear la Fundació Micol Fontana el  amb l'objectiu de descobrir i promoure nous talents de la moda.Va morir a Roma el 2015 als 101 anys.

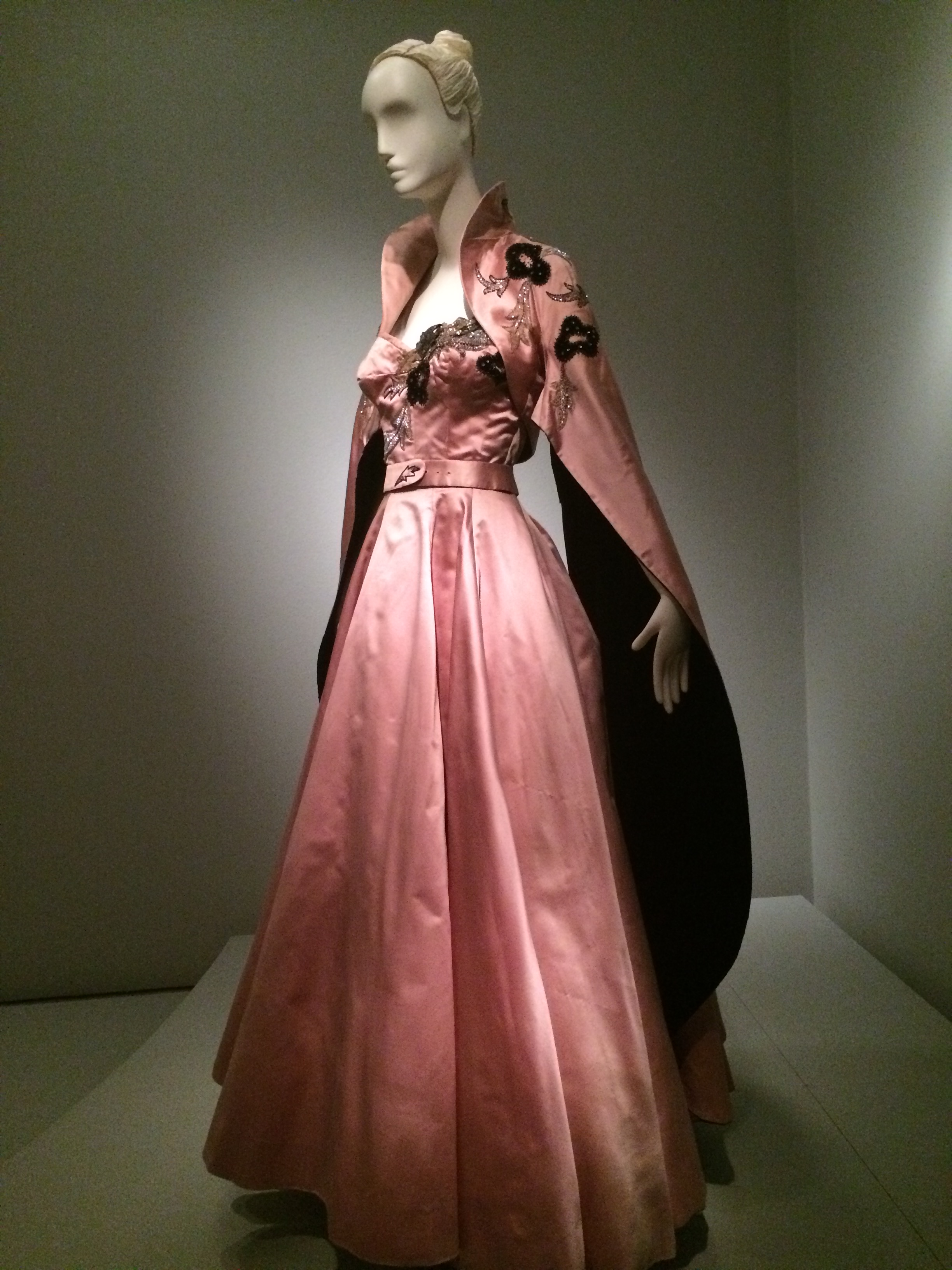

## Curiositats
Com a dissenyadora del vestit de núvia de Margaret Truman (filla del president dels Estats Units Harry S.Truman ), Fontana va ser convidada a aparèixer com a convidada misteriosa a l'episodi del 15 d'abril de 1956 de What's My Line?. El casament de Truman va tenir lloc uns dies després, el 21 d'abril de 1956.Al film La Dolce Vita, la sotana de sacerdot amb un model ajustat que portava Anita Ekberg a la basílica de Sant Pere també va ser dissenyada per Micol Fontana.
Una minisèrie de televisió en dues parts, basada en la història de la seva casa de moda, Atelier Fontana - Le sorelle della moda, es va emetre a Rai 1 el 2011, amb Micol fent un breu cameo com a ella mateixa. El personatge va ser interpret per Alessandra Mastronardi.